# Yokohama Eigasai
Das Yokohama Eigasai (jap. ヨコハマ映画祭 ‚Yokohama-Filmfestspiele; Yokohama-Filmfest‘) ist eine jährliche Preisverleihung im japanischen Yokohama. Das erste Festival fand am 3. Februar 1980 statt.

## Kategorien
- Bester Film
- Bester Regisseur
- Bester Neuregisseur
- Bestes Drehbuch
- Beste Kameraführung
- Bester Schauspieler
- Beste Schauspielerin
- Beste Nebendarsteller
- Beste Nebendarstellerin
- Beste Newcomer
- Preis der Jury
- Spezial-Preis